# ドリーム・シアター

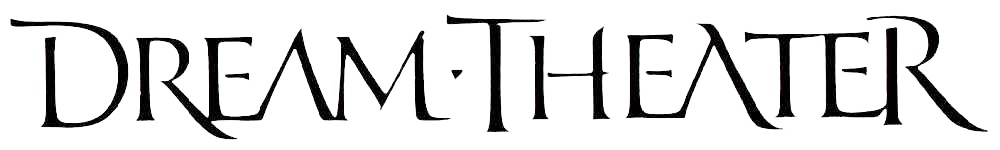
バンド ロゴ

ドリーム・シアター (Dream Theater) は、アメリカ合衆国出身のプログレッシブ・メタルバンド。
「フェイツ・ウォーニング」らと並び、米国産プログレッシブ・メタルの草分け的存在として知られる。度々の来日実績があり、日本でも高い支持を得る。

## 概要
イエス、ジェネシスなどの構築的なプログレッシブ・ロックと、アイアン・メイデンやメタリカなどのドラマティックな展開を持ったヘヴィメタルの双方に影響を受け、それらを各々の豊かな演奏技術と多彩なバックボーンで組み合わせたスタイルを築き上げている。ことに双方の要素を色濃く持つ音楽性のラッシュについては、メンバーが（特にアルバム『アウェイク』の頃まで）あちこちのインタビュー等でその影響を公言していた。

## 略歴

### 1980年代
- 1985年、ボストン市にあるバークリー音楽院に通っていたジョン・ペトルーシ、ジョン・マイアング、マイク・ポートノイの3人にペトルーシとマイアングのバンド仲間のケヴィン・ムーアが参加し、4人編成のバンドとして活動を開始する。
- 1986年、ボーカルにクリス・コリンズを迎え「MAJESTY」という名前でデモテープの製作などを行っていたが、11月にクリスが声域の狭さを理由に解雇される。
- 1987年秋、チャーリー・ドミニシが加入する。
- 1989年、1stアルバム『ホエン・ドリーム・アンド・デイ・ユナイト』を制作し、デビューを飾る。しかし、デビュー直前に同名のジャズ・バンドが既に存在していることがわかり、マイク・ポートノイの父親の提案した「DREAM THEATER」をバンド名とすることに決まる。因みにこの名前の由来は父親が住む町にある同名の映画館である。
- なお使用しているシンボルマークは、Majestyを象徴するもので、スコットランドのクイーン・メアリーが使用していたとされるものであり、しばしばアルバムアートに描かれている。
- 同年、いくつかコンサートを行った後、人間性・音楽性の不一致によりチャーリー・ドミニシ解雇。

### 1990年代
- 1991年、2年近くのボーカリスト不在期間を経てジェイムズ・ラブリエが加入。
- 1992年に2ndアルバム『イメージズ・アンド・ワーズ』を発売。大ヒットを記録する。

前作は「衝撃的なバンドのデビュー作」として迎えられたもののセールス的には伸び悩んだこと、プロダクションの数々の不手際（プロダクション内の不協和）、レーベルとの不協和など数々のトラブルが重なり、ライブ活動も満足に出来ない状態に置かれてしまったことから、2作目の発表までに3年を要したとされている。また、この時期にバンドは徹底的なリハーサルを重ねて実力を蓄えたとも言われる。

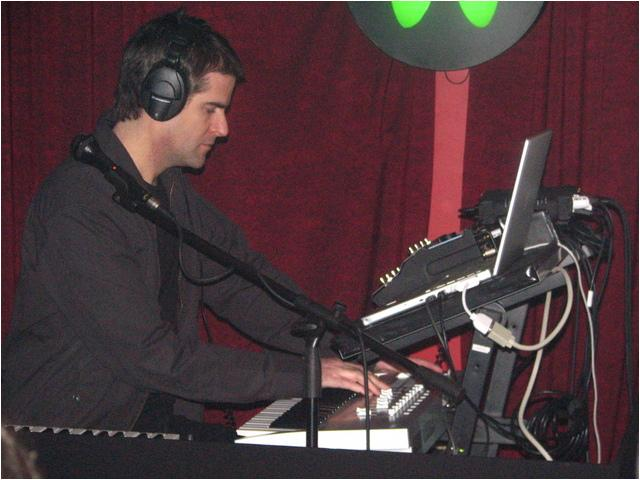
ケヴィン・ムーア(Key) 2007年

- 1994年に3rdアルバム『アウェイク』を発表する。ジョン・ペトルーシが7弦ギターを、ジョン・マイアングが6弦ベースをそれぞれ使用。このときキーボードのケヴィン・ムーアが脱退。

ツアー要員としてデレク・シェリニアンがヘルプで加入し、その後に正式にメンバーとして迎え入れられる。

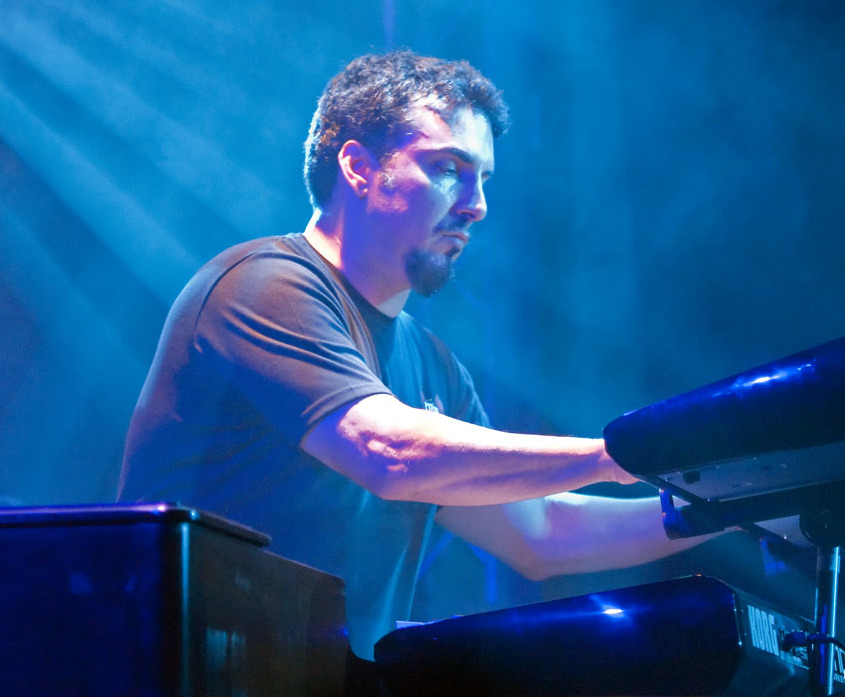
デレク・シェリニアン(key)2012年

- 1995年、ミニアルバム『ア・チェンジ・オブ・シーズンズ』を発表する。表題曲は七部構成の組曲で実に23分にも及ぶ。この年、ロンドンでマリリオンのスティーヴ・ホガース、スティーヴ・ロザリーとも共演。
- 1997年、4thアルバム『フォーリング・イントゥ・インフィニティ』を発表する。
- 1998年、二枚組のライブアルバム『ワンス・イン・ア・ライヴ・タイム』を発表する。
- 1999年、キーボードがデレクからリキッド・テンション・エクスペリメントで共演したジョーダン・ルーデスに交代。ほどなく同プロジェクトは解体される。
- 初のコンセプト・アルバムとなる5thアルバム『メトロポリス・パート2：シーンズ・フロム・ア・メモリー』をリリースする。

このアルバムは2ndアルバムの『イメージズ・アンド・ワーズ』に収録されていた楽曲「メトロポリス」の続編として製作され、全編にわたって歌詞や旋律が同曲を下敷きにしたものとなった。アルバムタイトルも"Somewhere like a scene from a memory"という同曲のラインからの発想である。
また、ライブではこのコンセプト・アルバムが完全再現された。

### 2000年代
- 2001年、5thアルバムのツアーの最終公演に当たるN.Y.でのライブを収録したライブDVD、およびライブビデオ『メトロポリス2000』を発売する。

それに続き同公演を収録した三枚組にも及ぶライブアルバム『ライヴ・シーンズ・フロム・ニューヨーク』を発売する。

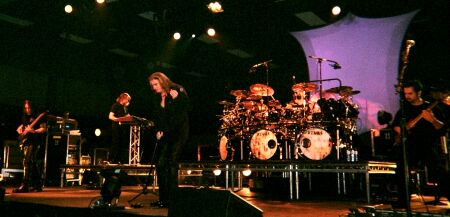
ルクセンブルク公演 (2002年)

- 2002年、二枚組の6thアルバム『シックス・ディグリーズ・オブ・インナー・タービュランス』を発売する。
- 2003年、7thアルバム『トレイン・オブ・ソート』を発売する。
- 2004年、7thアルバムを引っさげたツアーで彼らにとって初めてとなる日本武道館公演を行い、その様子を収めたCD・DVD『ライヴ・アット・武道館』を同年に発売する。
- 2005年、8枚目となるアルバム『オクタヴァリウム』を6月8日に発売する。
- 2006年4月1日、ニューヨークのラジオシティ・ミュージックホールで"A VERY SPECIAL EVENING WITH DREAM THEATER"と題したワールドツアーの最終公演を行った。その様子は2006年8月にCD・DVDとして発売。

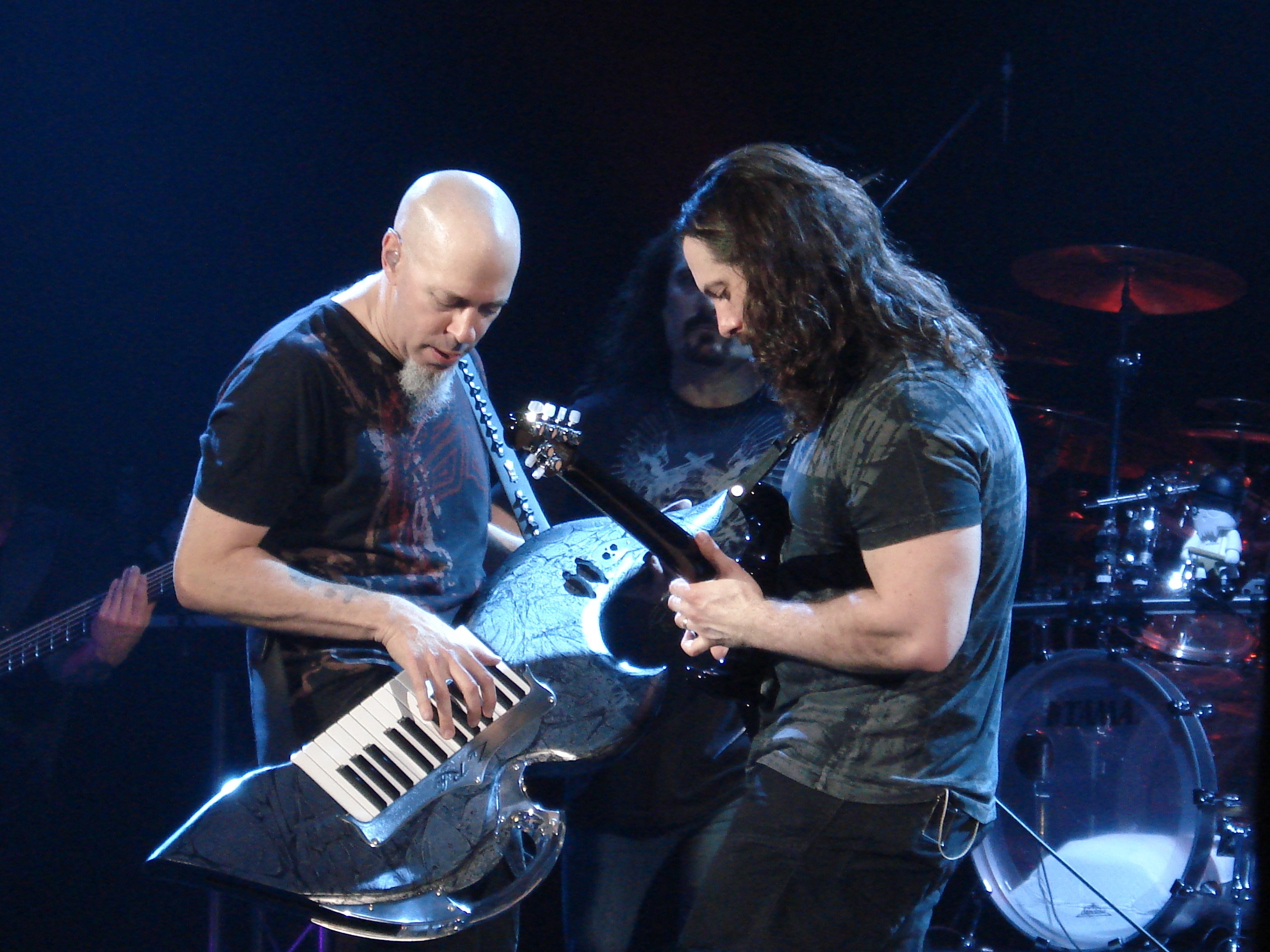
アルゼンチン・ブエノスアイレス公演 (2008年3月)

- 2007年2月8日、ロードランナー・レコードと契約を締結。9作目となるアルバム『システマティック・ケイオス』の発売が6月6日となることがアナウンスされた。
- 2007年6月6日、9枚目となるアルバム『システマティック・ケイオス』を発売する。2007年現在は、同アルバムを引っさげたワールドツアーを行っている。今回のツアーから前座が帯同するようになり、チャーリー・ドミニシやオーペスなどが前座を務めた。
- 2008年1月15日、2度目の日本武道館公演を行った。
- 2008年4月1日、(日本は4月9日）、初のコンピレーションアルバムとなる『グレイテスト・ヒット+21ソングス』を発売。
- 2008年9月30日、(日本は11月26日）、35カ国、105都市、115公演に渡る世界各国でのツアーをまとめたライブ、ドキュメンタリーDVD、『ケイオス・イン・モーション2007-2008』を発売する。

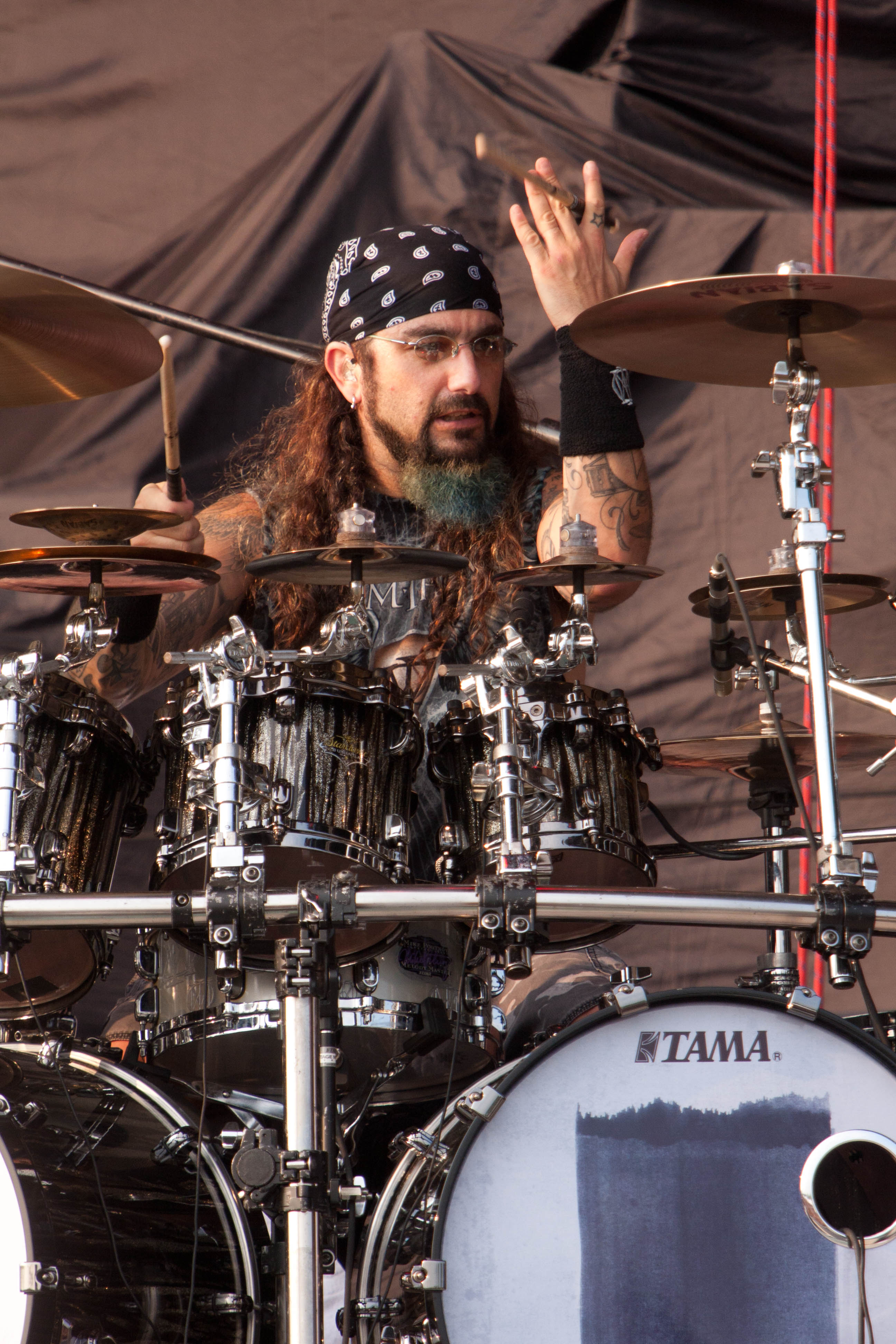
マイク・ポートノイ(Ds) 2010年

- 2009年、通算10作目でロードランナー移籍後2枚目となるアルバム『ブラック・クラウズ・アンド・シルヴァー・ライニングズ』を発売する。

### 2010年代
- 2010年、公式HP上でマイク・ポートノイの脱退が発表される。
- 2011年4月29日、(日本は4月30日）、ユーチューブのロードランナー・レコーズチャンネルにおいて、マイク・マンジーニの加入が発表された。
- 2011年9月13日、(日本は9月7日）、11作目となるアルバム『ア・ドラマティック・ターン・オブ・イベンツ』をリリース。ロードランナー移籍後3枚目のアルバムとなった。
- 2012年4月には4年ぶりに単独で来日し、ツアーを行った。
- 2013年9月24日、(日本は9月18日）、12枚目となるアルバム『ドリーム・シアター』を発売した。
- 2014年9月29日、ボストン・オペラ・ハウスでの公演を収録したライブアルバム、『ブレイキング・ザ・フォース・ウォール』をリリース。
- 2015年9月、ツアー終了後に新譜の制作を開始し、翌年初頭にリリースすると発表。同年12月、13thアルバムを翌年1月29日に発売することが発表され、リードトラック『The Gift of Music』が公開された[6]。
- 2016年1月、13枚目のアルバム『ジ・アストニッシング』をリリース[7]。
- 2017年1月より、2ndアルバム『イメージズ・アンド・ワーズ』リリース25周年記念”アルバム完全再現+α”を演奏するワールドツアー「IMAGES, WORDS & BEYOND 25th Anniversary Tour」を開催、9月に来日公演を行う。
- 2019年2月22日、14枚目のアルバム『ディスタンス・オーバー・タイム』をリリース。
- 2019年3月より、最新アルバム『ディスタンス・オーバー・タイム』と、発売から20年が経過した5thアルバム『メトロポリス・パート2：シーンズ・フロム・ア・メモリー』を筆頭にライブ公演を行う。翌年(2020年)の5月に来日する予定だったが、新型コロナウイルス(COVID-19)の影響により中止となった。

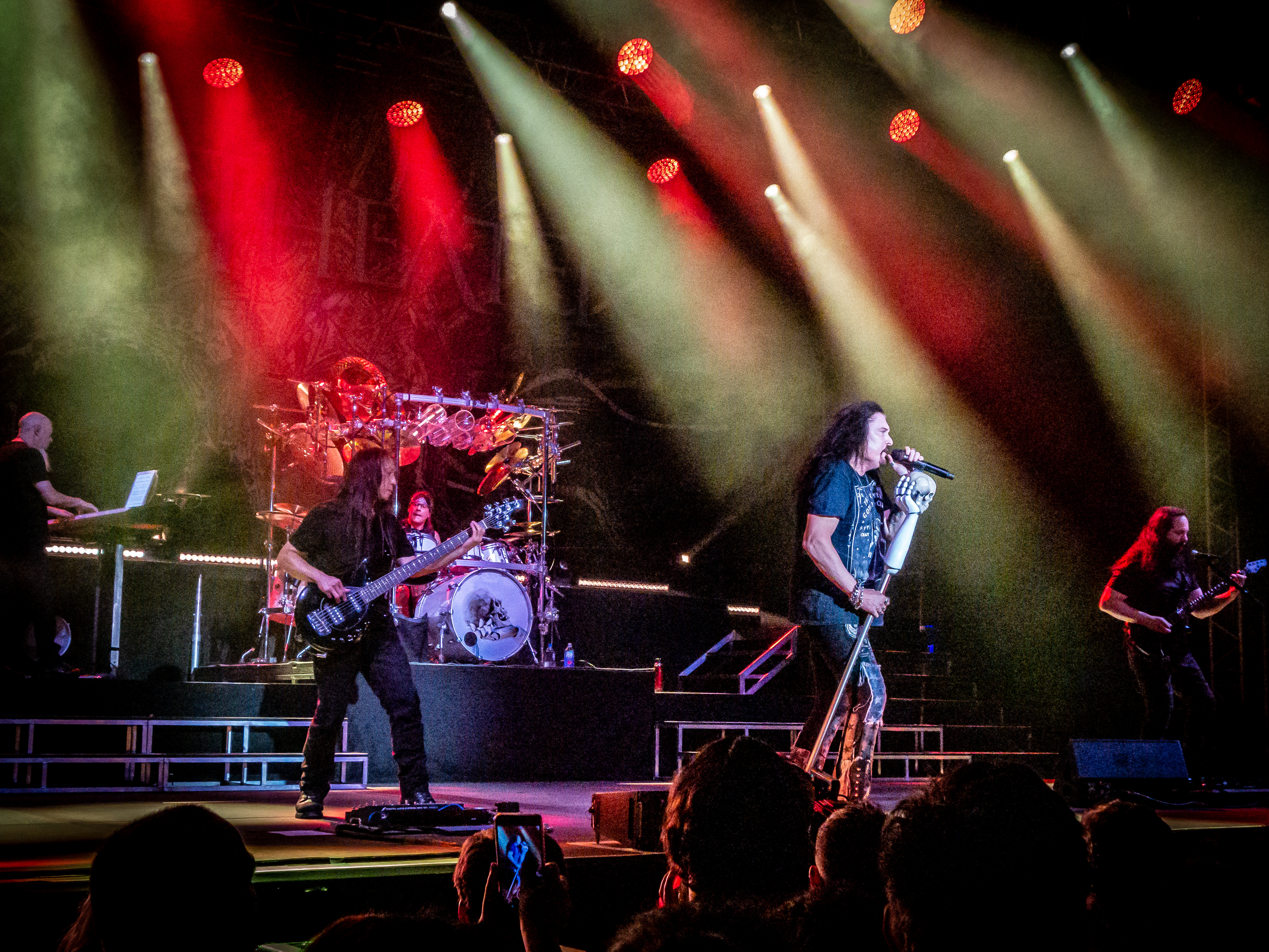
フランス公演(2019年7月)

### 2020年代
- 2020年11月27日、幻となった日本公演の演目(上記参照)が収録されたライブ・アルバム『ディスタント・メモリーズ』を発表。ドリーム・シアターにとって、6年ぶりのライブ・アルバムとなった。
- 2020年12月1日、一か月限定で、『The Holiday Spirit Carries On』をデジタルリリース。収益は新型コロナウイルスで仕事を失ったツアークルー達に全額寄付される。[8]
- 2021年1月31日、インターネット上で、2017年、日本武道館にて演奏し、WOWOWライブにて配信された「IMAGES, WORDS & BEYOND 25th Anniversary Tour」の映像を「Images,Words＆Beyond Live in Japan」と題してストリーミング配信した。[9]
- 2021年5月5日、『Lost Not Forgotten Archives』と題したオフィシャルブートレグ発表のアナウンスが公式サイトでなされた。第一弾は2017年の日本武道館ライブの際に完全再現した『イメージズ・アンド・ワーズ』を収録している。ドリーム・シアターのオフィシャルブートレグの販売は、2009年以来12年振りのことであり、その後2023年現在までに第21弾まで発表されている。なお、扱いとしてはブートではあるが、日本盤も発売されている。
- 2021年10月22日、15枚目のアルバム、『ア・ヴュー・フロム・ザ・トップ・オブ・ザ・ワールド』をリリース。
- 2022年4月3日、アルバム『ア・ヴュー・フロム・ザ・トップ・オブ・ザ・ワールド』の収録曲「The Alien」にて、第64回グラミー賞 最優秀メタル・パフォーマンスを受賞。バンドがグラミー賞を受賞するのは今回が初となる[10]。
- 2023年10月25日、マイク・ポートノイが復帰する事を公式に発表、それに伴いマイク・マンジーニの脱退も発表された[11]。

## メンバー

### 現ラインナップ
- ジェイムズ・ラブリエ (James LaBrie) - ボーカル (1991年– )
- ジョン・ペトルーシ (John Petrucci) - ギター (1985年– )
- ジョン・マイアング (John Myung) - ベース (1985年– )
- ジョーダン・ルーデス (Jordan Rudess) - キーボード (1999年– )
- マイク・ポートノイ (Mike Portnoy) – ドラムス (1985年-2010年、2023年-)

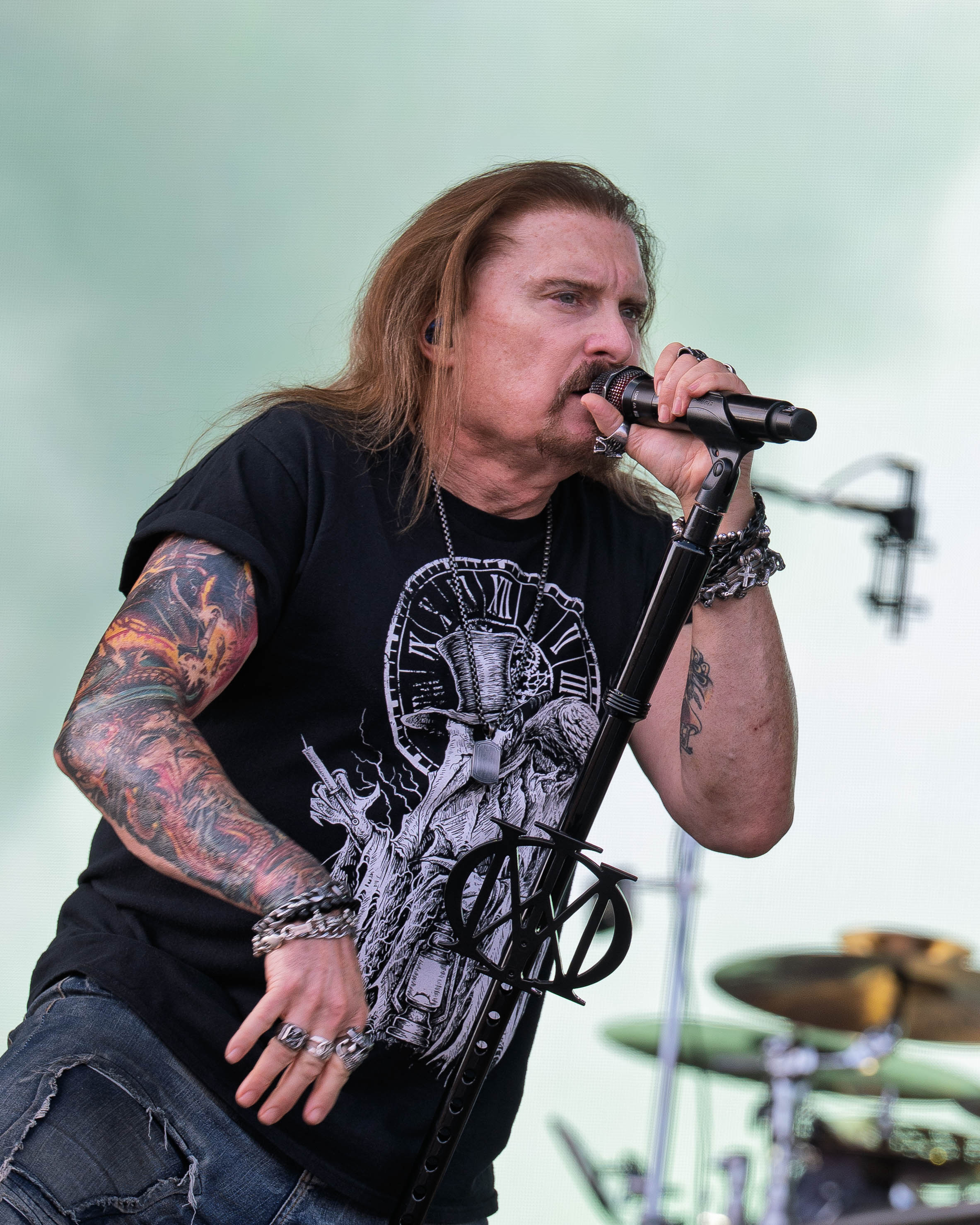
ジェイムズ・ラブリエ(Vo) 2025年
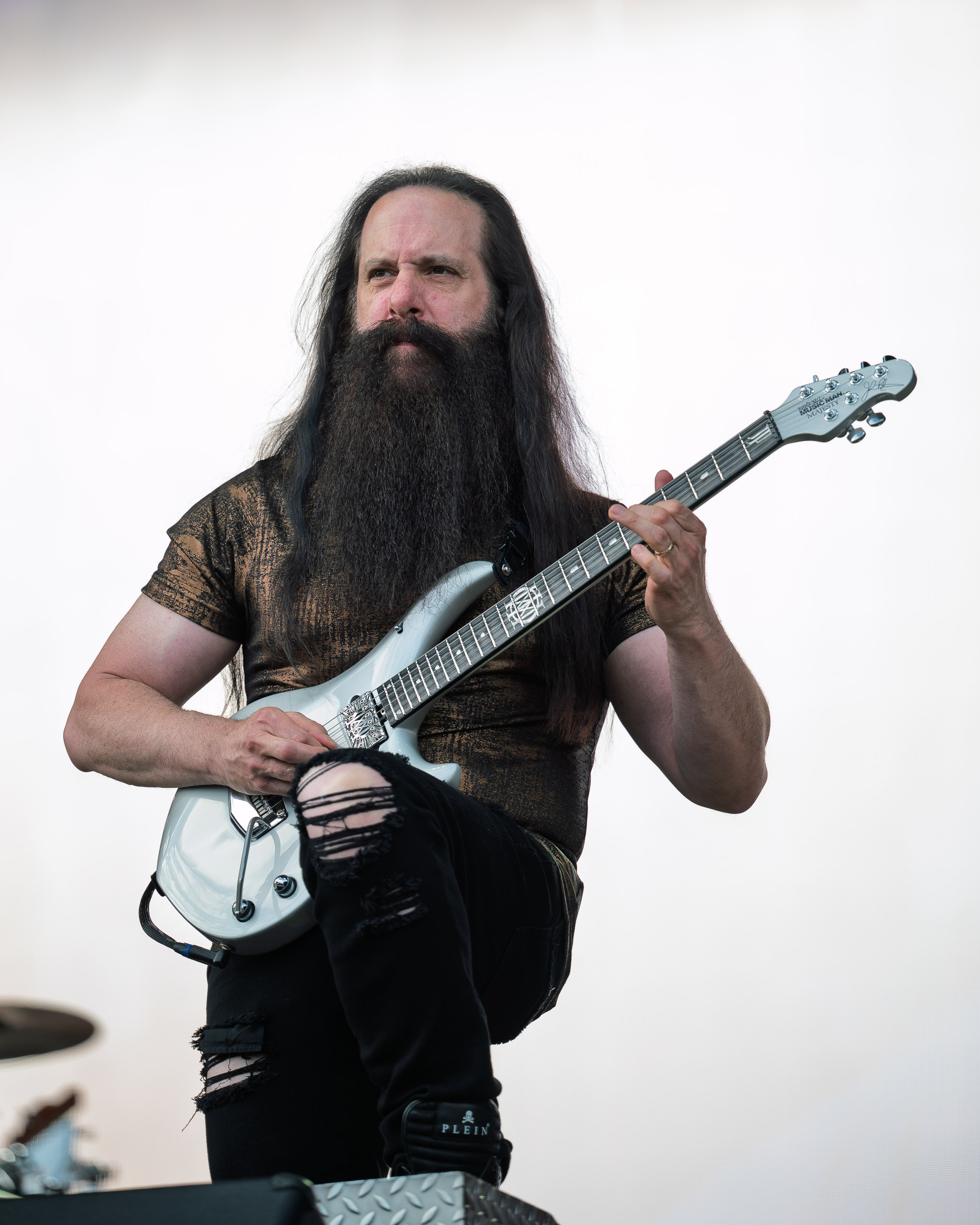
ジョン・ペトルーシ(G) 2025年
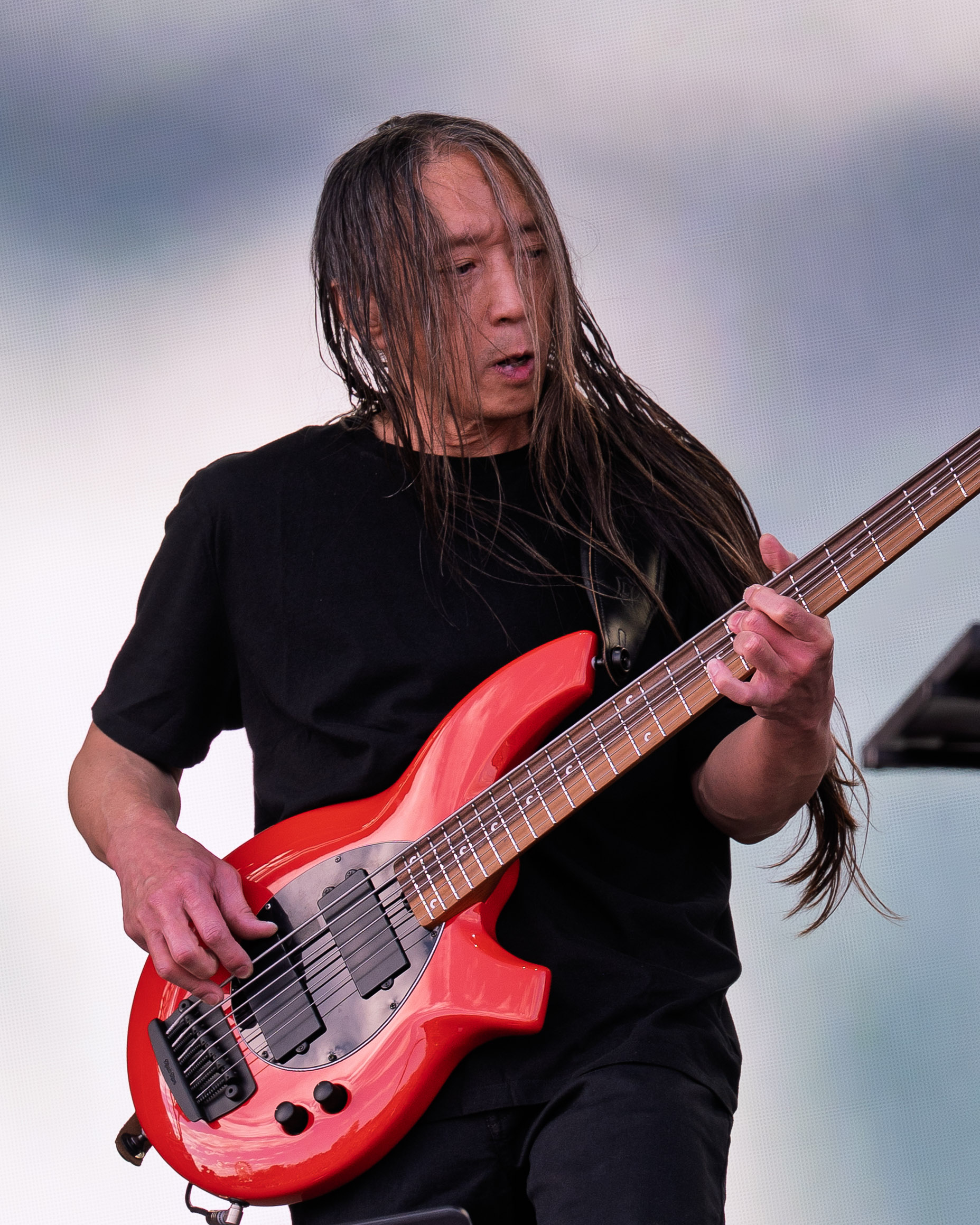
ジョン・マイアング(B) 2025年
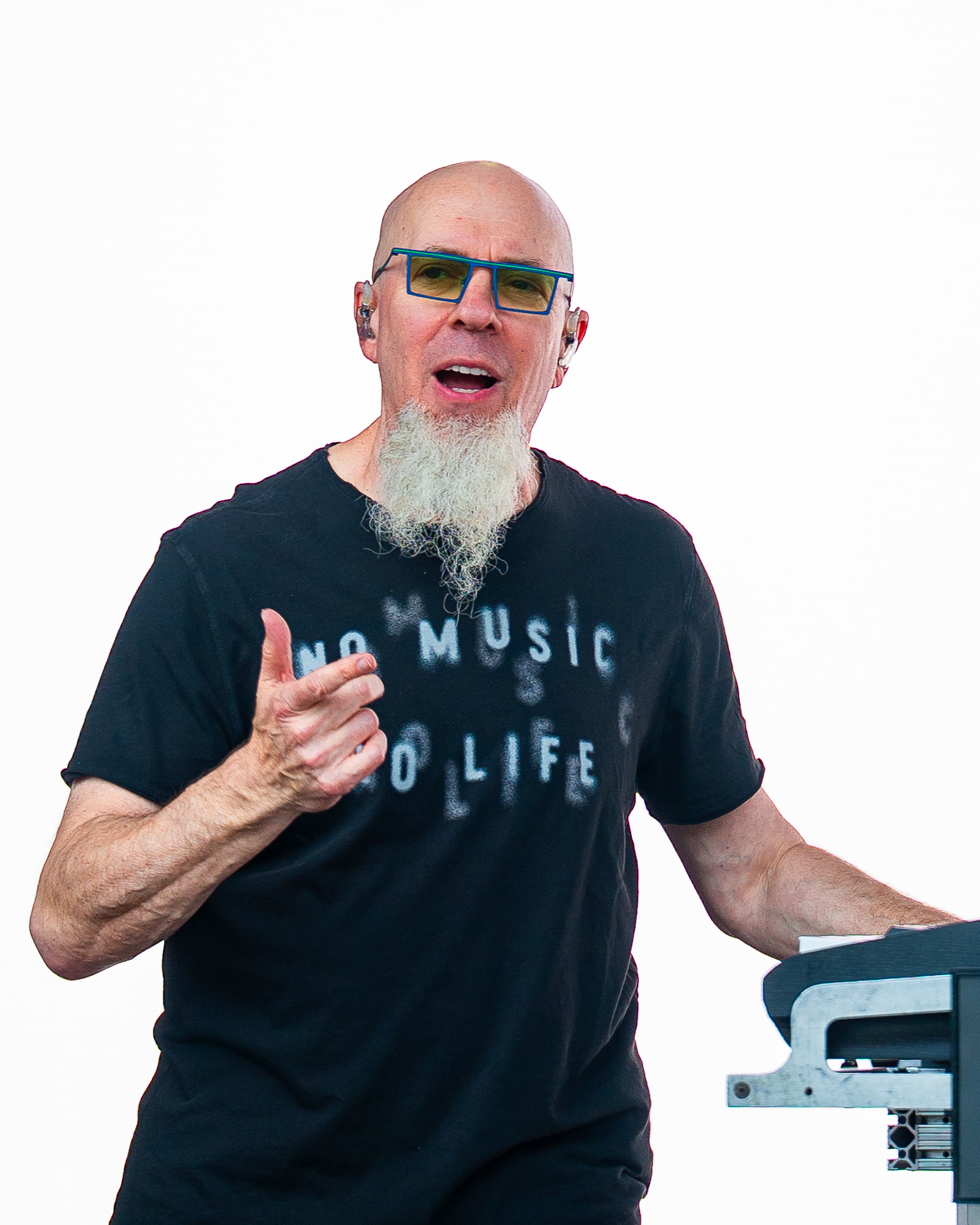
ジョーダン・ルーデス(Key) 2025年
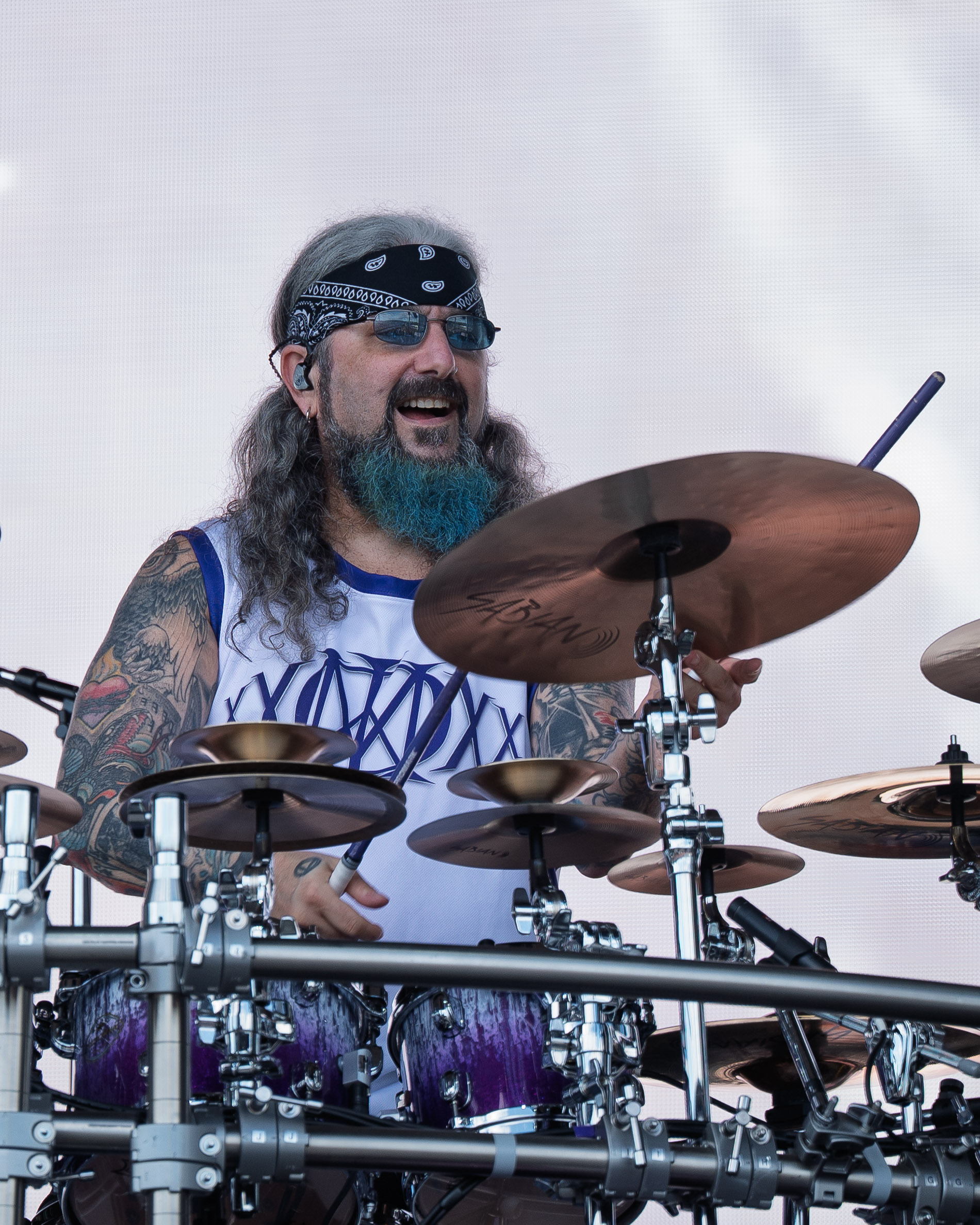
マイク・ポートノイ(Ds) 2025年

### 旧メンバー
- ケヴィン・ムーア (Kevin Moore) – キーボード (1985年-1994年)
- クリス・コリンズ (Chris Collins) – ボーカル (1986年)
- デレク・シェリニアン (Derek Sherinian) – キーボード (1995年-1998年)
- チャーリー・ドミニシ (Charlie Dominici) – ボーカル (1987年-1989年)
  - 1951年6月16日生まれ。1stアルバム発表後、音楽性の違いから脱退。現在は自身の名を冠したバンド・ドミニシを率いて活動している。余談だが、「When Dream and Day Reunite」のオーディオコメンタリーではジョーダン・ルーデスが彼を見て「タクシーの運転手かと思っていたら歌いだしたからびっくりした」と語っている。
  - 2023年11月にマイク・ポートノイのInstagramのアカウントより72歳で死去したことが公表された[12]。
- マイク・マンジーニ (Mike Mangini) - ドラムス (2010年–2023年)

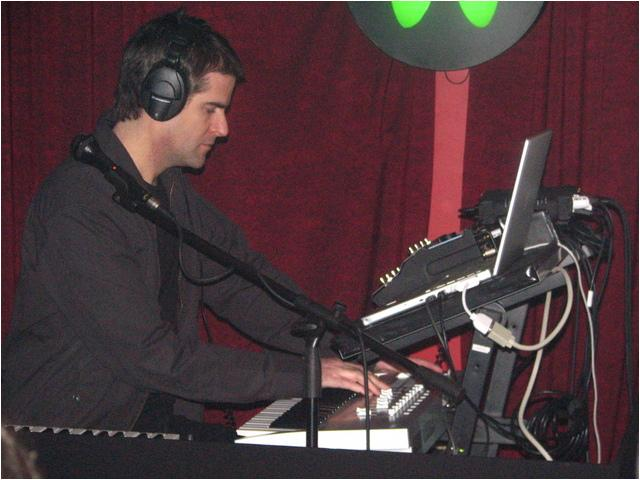
ケヴィン・ムーア(Key)2007年
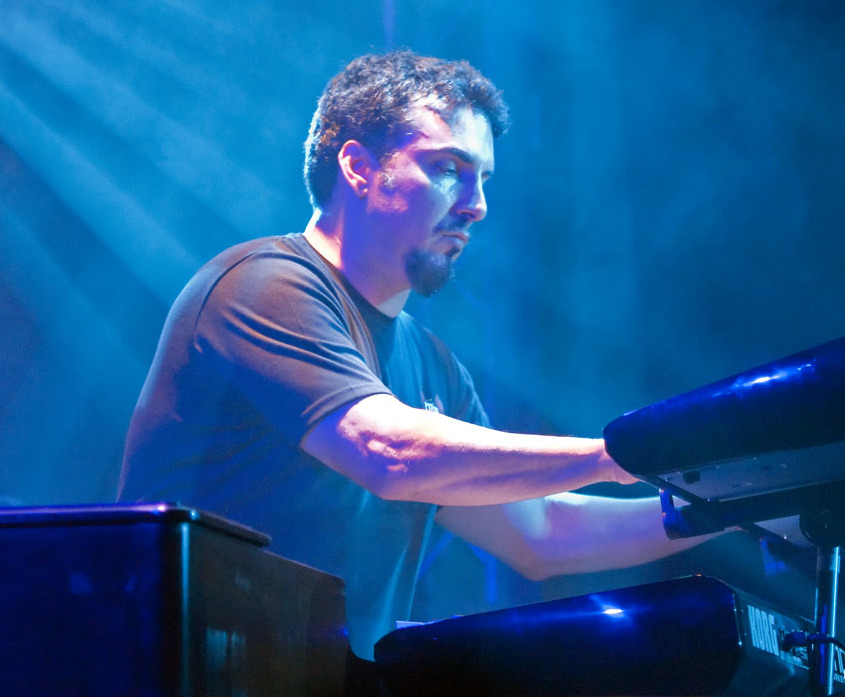
デレク・シェリニアン(Key)2012年
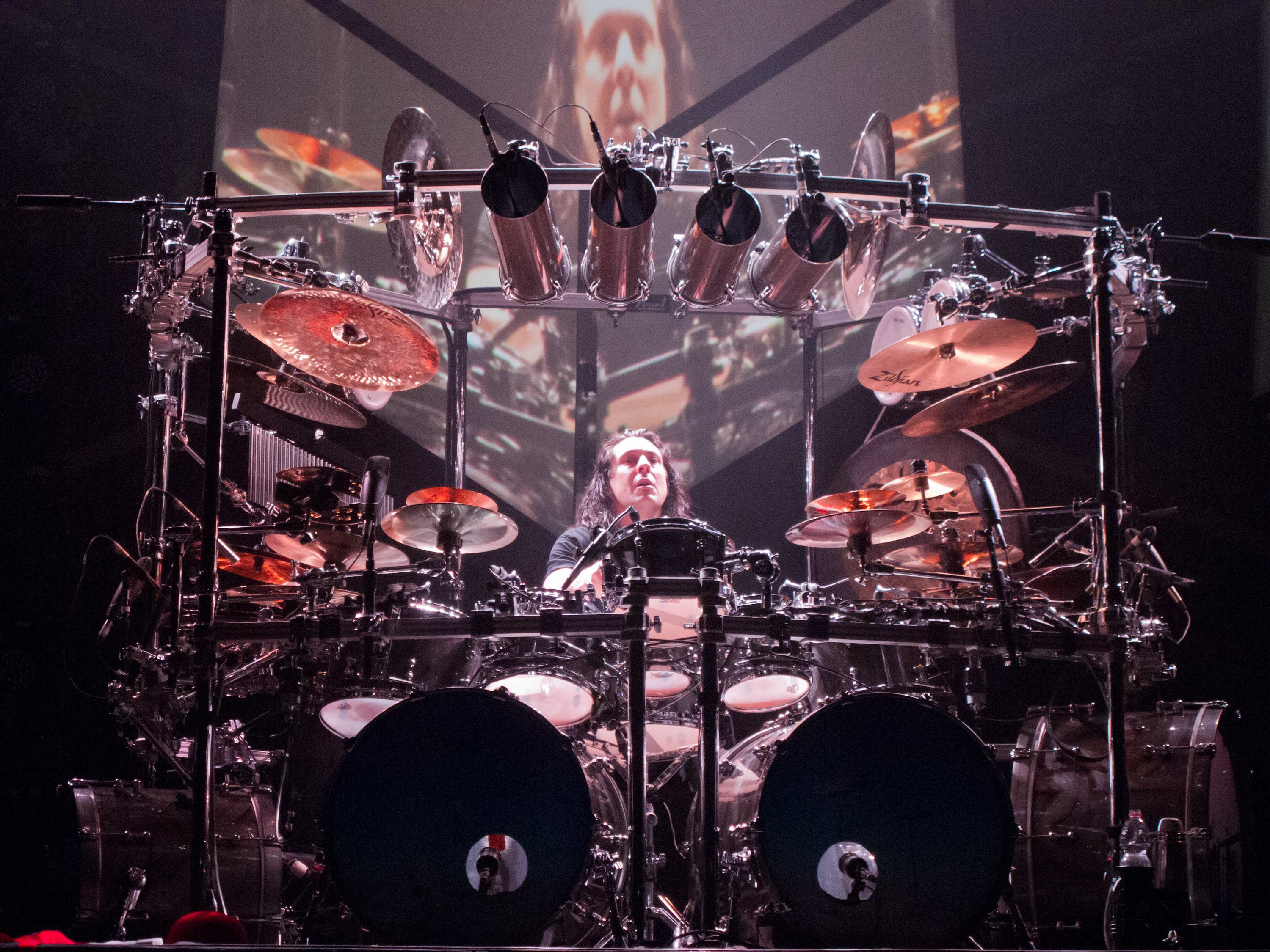
マイク・マンジーニ(Ds) 2012年

### Nightmare Cinema
デレク在籍時に行われていたパートチェンジバンド。専らディープ・パープルの「パーフェクト・ストレンジャーズ」を演奏していた。
- ボーカル：Abdul Matahari (ジェイムズ・ラブリエ)
- ギター：Nicky Lemons (デレク・シェリニアン)
- ドラムス：Johnny James (ジョン・ペトルーシ)
- キーボード：Juice Malouse (ジョン・マイアング)
- ベース：Max Del Fuvio (マイク・ポートノイ)

## 作品

### スタジオ・アルバム
- 『ホエン・ドリーム・アンド・デイ・ユナイト』 - When Dream and Day Unite (1989年)
- 『イメージズ・アンド・ワーズ』 - Images and Words (1992年)
- 『アウェイク』 - Awake (1994年)
- 『ア・チェンジ・オブ・シーズンズ』 - A Change of Seasons (1995年) ※EP
- 『フォーリング・イントゥ・インフィニティ』 - Falling into Infinity (1997年)
- 『メトロポリス・パート2：シーンズ・フロム・ア・メモリー』 - Metropolis Pt. 2 : Scenes from a Memory (1999年)
- 『シックス・ディグリーズ・オブ・インナー・タービュランス』 - Six Degrees of Inner Turbulence (2002年)
- 『トレイン・オブ・ソート』 - Train of Thought (2003年)
- 『オクタヴァリウム』 - Octavarium (2005年)
- 『システマティック・ケイオス』 - Systematic Chaos (2007年)
- 『ブラック・クラウズ・アンド・シルヴァー・ライニングズ』 - Black Clouds ＆ Silver Linings (2009年)
- 『ア・ドラマティック・ターン・オブ・イベンツ』 - A Dramatic Turn of Events (2011年)
- 『ドリーム・シアター』 - Dream Theater (2013年)
- 『ジ・アストニッシング』 - The Astonishing (2016年)
- 『ディスタンス・オーバー・タイム』 - Distance over Time (2019年)
- 『ア・ヴュー・フロム・ザ・トップ・オブ・ザ・ワールド』 - A View from the Top of the World (2021年)
- 『パラソムニア』 - Parasomnia (2025年)

## 公演

### ツアー
- When Dream and Tour Unite（1989年）
- Images and Tour（1992年-1993年）
- Music in Progress Tour（1993年）
- Waking Up the World Tour（1994年-1995年）
- A Change of Seasons Tour（1995年）
- Home for the Holidays（1995年）
- An Evening of New Music（1997年）
- Touring into Infinity（1997年-1998年）
- Deep Purple/ELP/Dream Theater Tour（1998年）
- Scenes From a Memory Tour（1999年）
- Metropolis 2000: Scenes from New York（2000年）
- World Tourbulence（2002年）
- Escape from the Studio（2003年）
- Train of Thought Tour（2004年）
- Octavarium Tour（2005年-2006年）
- Chaos in Motion 2007–2008（2007年–2008年）
- Progressive Nation 2008（2008年）
- A Dramatic Turn of Events Tour（2011年–2012年）
- ALONG FOR THE RIDE TOUR (2014年）
- BREAKING THE FOURTH WALL (2014年)
- 30TH ANNIVERSARY TOUR (2015年)
- THE ASTONISHING TOUR (2016年)
- IMAGES, WORDS & BEYOND TOUR (2017年)
- TOP OF THE WORLD TOUR (2022年)

### 来日公演
- Images and Tour（1992年）
  - 11月17日 川崎 クラブチッタ
  - 11月18日 東京 渋谷公会堂
  - 11月19日 大阪 IMPホール
- Music in Progress Tour（1993年）
  - 8月23日 東京 東京厚生年金ホール
  - 8月25日・26日 東京 中野サンプラザ
  - 8月28日 大阪 フェスティバルホール
- Waking Up the World Tour Japan 1995（1995年）
  - 1月14日 川崎 クラブチッタ
  - 1月16日 大阪 大阪厚生年金会館
  - 1月17日 大阪 サンケイホール
    - 阪神・淡路大震災のため公演中止

  - 1月19日 福岡 福岡サンパレス
  - 1月21日 浦安 東京ベイNKホール
  - 1月23日 東京 東京厚生年金ホール
  - 1月24日 浦和 浦和市文化センター
  - 1月25日 仙台 イズミティ21
- A Change of Seasons Tour（1995年）
  - 10月26日 大阪 大阪厚生年金会館
  - 10月28日 東京 NHKホール
  - 10月30日 東京 渋谷公会堂
- Touring Into Infinity Tour（1998年）
  - 1月09日 東京 中野サンプラザ
  - 1月10日 横浜 横浜ベイホール
  - 1月12日・16日 東京 東京厚生年金ホール
  - 1月13日 名古屋 名古屋厚生年金会館
  - 1月14日 大阪 大阪厚生年金会館
- Metropolis 2000 Tour（2000年）
  - 5月08日 名古屋 ダイアモンドホール
  - 5月10日 福岡 DRUM LOGOS
  - 5月11日 大阪 大阪厚生年金会館
  - 5月12日・15日・16日 東京 渋谷公会堂
  - 5月14日 横浜 横浜ベイホール
- World Tourbulence Tour（2002年）
  - 4月12日 横浜 神奈川県立県民ホール
  - 4月13日 東京 渋谷公会堂
  - 4月15日 名古屋 愛知県勤労会館
  - 4月16日 福岡 福岡郵便貯金ホール
  - 4月17日 大阪 Zepp大阪
  - 4月19日 東京 東京国際フォーラム
- Train of Thought Tour 2004（2004年）
  - 4月22日 名古屋 名古屋市民会館
  - 4月23日 大阪 大阪厚生年金会館
  - 4月24日 大阪 松下IMPホール
  - 4月26日 東京 日本武道館
- Octavarium World Tour 2006（2006年）
  - 1月07日 大阪 グランキューブ大阪
  - 1月08日 福岡 福岡市民会館
  - 1月09日 広島 アステールプラザ
  - 1月11日 愛知 愛知県芸術劇場
  - 1月12日・13日 東京 東京国際フォーラム
  - 1月15日 大阪 NHK大阪ホール
  - 1月16日 東京 SHIBUYA-AX
- Chaos in Motion World Tour 2008（2008年）
  - 1月15日 東京 日本武道館
- A Dramatic Tour of Events Japan（2012年）
  - 4月23日 大阪 オリックス劇場
  - 4月24日 東京 SHIBUYA-AX
  - 4月26日 福岡 福岡市民会館
  - 4月28日 名古屋 愛知県芸術劇場
  - 4月30日 横浜 横浜アリーナ
- An Evening with Dream Theater（2014年）
  - 10月20日 東京 Zepp東京
  - 10月22日 大阪 グランキューブ大阪
- IMAGES, WORDS & BEYOND 25th Anniversary Tour（2017年）
  - 9月09日 豊田 豊田市民文化会館 大ホール
  - 9月10日 広島 広島文化学園HBGホール
  - 9月11日 東京 日本武道館
  - 9月13日 大阪 大阪国際会議場メインホール
  - 9月14日 東京 東京国際フォーラム ホールC
- Dream Theater TOP OF THE WORLD TOUR（2023年）
  - 4月28日 東京 LINE CUBE SHIBUYA
  - 4月30日 東京 日本武道館
  - 5月01日 名古屋 日本特殊陶業市民会館 フォレストホール
  - 5月02日 大阪 グランキューブ大阪 メインホール

### フェス（日本）
- サマーソニック2010（2010年）
  - 8月7日 大阪 舞洲スポーツアイランド
  - 8月8日 千葉 幕張メッセ 国際展示場7-8
- LOUD PARK 14（2014年）
  - 10月19日 埼玉 さいたまスーパーアリーナ
- DOWNLOAD JAPAN 2022（2022年）
  - 8月14日 千葉 幕張メッセ 国際展示場1-2-3